# دان كورتيس (مخرج)
دان كورتيس (بالإنجليزية: Dan Curtis)‏ هو كاتب سيناريو ومنتج أفلام ومخرج أمريكي، ولد في 12 أغسطس 1927 في بريدجبورت في الولايات المتحدة، وتوفي في 27 مارس 2006 في برينتووود في الولايات المتحدة.

## وصلات خارجية
- دان كرتس على موقع IMDb (الإنجليزية)
- دان كرتس على موقع ألو سيني (الفرنسية)
- دان كرتس على موقع أول موفي (الإنجليزية)
- دان كرتس على موقع قاعدة بيانات الأفلام السويدية (السويدية)
- دان كرتس على موقع إن إن دي بي (الإنجليزية)
- دان كرتس على موقع قاعدة بيانات الفيلم (الإنجليزية)
- دان كرتس على موقع كينوبويسك (الروسية)